# Георги Попанастасов
Георги Попанастасов Гюрджилов (изписване до 1945 година: Георги Попъ Анастасовъ) с псевдоними Аспарух и Сенаторът, е български революционер, деец на Вътрешната македоно-одринска революционна организация.

## Биография
Роден е в 1881 година в ахъчелебийското село Петково, което тогава е в Османската империя. В 1900 година завършва Одринската гимназия „Доктор Петър Берон“ и до 1905 година е учител в Устово. Там в 1901 година е избран за член на околийския революционен комитет. Заедно с Пею Шишманов е основният местен деец на ВМОРО. Арестуван е при Пашмаклийската афера в 1901 година. През 1905 година е арестуван и лежи в Пашмакли и Одрин, но е освободен поради липса на доказателства. В 1905 – 1906 година е главен учител и секретар на архиерейското наместничество в Гюмюрджина. В 1906 – 1909 година е главен учител в българското основно училище в Одрин. В 1909 година става учител в Перенското трикласко училище в столицата Цариград, като едновременно е библиотекар и статистик при Екзархията. Ръководен деец е на Съюза на българските конституционни клубове в столицата и секретар на Управителния съвет на Българската матица (1909 – 1910). Член е на настоятелството и касиер на българското женско благотворително дружество „Радост“ в Цариград. След Балканската война в 1913 година става кмет на новоосвободения Гюмюрджина. Народен представител е от 1914 до 1919 г. в XVII обикновено народно събрание от Гюмюрджински окръг. Член е на Тракийската организация и един от основателите на Устовската популярна банка в 1924 г. Активист по откриването на женско професионално училище и болница в Устово. Умира в 1953 година в Устово.